# 에드가 노턴

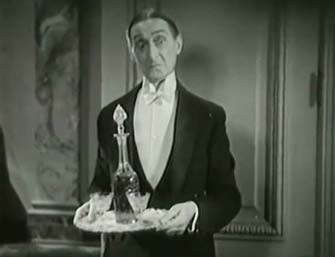

에드거 노턴(Edgar Norton, 1868년 8월 11일 ~ 1953년 2월 6일)은 미국의 배우, 연극 배우, 영화배우이다.
런던에서 태어났으며 우들랜드힐스에서 사망하였다.

## 영화
- 돌 페이스 (1946년)
- 해피 고 럭키 (1943년)
- 철가면 (1939년)
- 저스트 어라운드 더 코너 (1938년)
- 쓰루브레드 돈 크라이 (1937년)
- 온 더 에비뉴 (1937년)
- 메이타임 (1937년)
- 드라큐라의 딸 (1936년)
- 톱 햇 (1935년)
- 슬픔은 그대 가슴에 (1934년)
- 루킹 포워드 (1933년)
- 레티 린턴 (1932년)
- 러브 미 투나잇 (1932년)
- 빨간 머리 여자 (1932년)
- 지킬 박사와 하이드씨 (1931년)
- 오 케이! (1928년)
- 웃는 남자 (1928년)
- 황태자의 사랑 (1927년)
- 더 라이트 인 더 다크 (1922년)